# Zone 1 (Afar)
La Zone administrative 1 est l'une des cinq zones administrative de la région Afar en Éthiopie. Aucune des zones de l'Afar ne porte de nom. Cette zone est entourée de la zone administrative 3 au sud, la zone administrative 5 au sud-ouest, la région Amhara à l'ouest, les zones administratives 2 et 4 au nord-ouest, l'Érythrée au nord et Djibouti à l'est.
La plus grande ville de la zone 1 est Assayta. La zone est par ailleurs composée de 6 woredas : 
- Afambo
- Asayita
- Chifra
- Dubti
- Elidar
- Mille

Selon les chiffres de l'Agence Centrale des Statistiques éthiopienne (CSA), en 2005, cette zone comprenait une population totale estimée à 415 431 personnes, dont 232 969 hommes et 182 462 femme. 14,9 % de la population serait urbaine.